# Australian stumpy tail cattle dog
Australian stumpy tail cattle dog, inne nazwy: ACD, australijski pies pasterski, australijski pies zaganiający, australijski pies do bydła, blue heeler, red heeler, queensland heeler, queensland blue heeler, a gdy rasa powstawała – australian heeler – jedna z ras psów, należąca do grupy owczarków i innych psów pasterskich (z wyłączeniem szwajcarskich psów do bydła), zaliczana do psów pasterskich; wzorzec FCI nr 351.
Rasa pochodzi z Australii, pierwotnie hodowany był do pilnowania i zaganiania bydła w głębi dziewiczych terenów Australii. Po Kelpie stanowi w Australii najliczniejszą rasę. Nie podlega próbom pracy.